# À bord du Darjeeling Limited
Pour plus de détails, voir Fiche technique et Distribution.
À bord du Darjeeling Limited (The Darjeeling Limited) est un film américain réalisé par Wes Anderson, sorti en 2007.
C'est le cinquième long-métrage du réalisateur. Il raconte l'histoire de trois frères américains, Francis, Peter et Jack qui font un long voyage en train à travers le nord de l’Inde un an après la mort de leur père. Leur périple est parsemé d’incidents loufoques et égayé de rencontres inattendues. Planifié comme une initiation spirituelle, ce parcours est une occasion de ressouder la fratrie et il doit aussi les mener à leur mère, cloîtrée dans un couvent himalayen.

## Synopsis
Un homme d'affaires en Inde ne parvient pas à prendre son train appelé The Darjeeling Limited. Alors qu'il court, il est dépassé par un jeune homme, Peter Whitman, qui parvient à sauter dans le train en marche. Peter retrouve à bord ses frères Francis et Jack ; les trois ne se sont pas vus depuis les funérailles de leur père un an plus tôt.
Francis a récemment survécu à un accident de moto (laissant son visage et sa tête couverts de bandages) et il désire se réconcilier avec ses frères dans un voyage de découverte spirituelle de soi. Il souhaite  secrètement rendre visite à leur mère que les frères n'ont pas vue depuis de nombreuses années. Avec l'aide de son assistant Brendan, Francis établit un itinéraire strict pour le voyage et confisque les passeports de ses frères pour les empêcher de descendre trop tôt du train. Les trois frères continuent de pleurer la mort de leur père : ils portent des sacs et des valises portant ses initiales, ainsi que d'autres objets personnels qui lui appartenaient.
Le train emmène les frères à travers la campagne et vers divers temples hindous. La tension monte car Jack et Peter sont furieux du comportement autoritaire de Francis. Ce dernier révèle enfin qu'ils vont rencontrer leur mère, devenue religieuse dans un couvent chrétien de l'Himalaya. Peter et Jack sont en colère, mais Francis savait qu'ils ne seraient pas venus s'il leur avait dit cela plus tôt. Une bagarre éclate entre les trois hommes. Le chef steward, à qui les frères ont fait du tort à plusieurs reprises, les expulse du train avec tous leurs bagages. Brendan démissionne et remonte dans le train après avoir donné aux frères une lettre de leur mère ; son contenu indique qu'elle ne veut pas les voir. Les frères décident donc de quitter l'Inde, de se séparer et de ne jamais revenir.
Après une marche dans le désert, les frères voient trois jeunes garçons tomber dans une rivière en essayant de la traverser sur un radeau. Jack et Francis sauvent deux des garçons, mais Peter échoue à sauver le troisième, qui meurt. Ils ramènent son corps au village où ils passent la nuit et sont traités avec gentillesse. Ils assistent aux funérailles le lendemain. Dans un retour en arrière un an plus tôt, on voit les trois frères (accompagnés d'Alice, l'épouse de Peter) se rendre aux funérailles de leur père, ils veulent récupérer sa Porsche en réparation, mais la voiture n'est pas prête et ils y renoncent. On apprend que leur père est mort renversé par un taxi et que leur mère n'a pas assisté aux funérailles.
Dans le présent, les frères arrivent à l'aéroport, mais décident soudain de déchirer leurs billets et de rendre visite à leur mère. Ils atteignent le couvent, où elle est surprise, mais ravie de les voir (Francis admet timidement que son accident était une tentative de suicide). Cette nuit-là, après que les frères ont reproché à leur mère de les avoir abandonnés, la famille se rassemble en silence et se reconnecte dans l'amour. Les frères se réveillent le lendemain matin et trouvent leur mère partie. Ils décident de ne pas attendre son retour.
À la gare, les trois frères courent après un autre train appelé Bengal Lancer et jettent joyeusement toutes les valises et sacs de leur père pour parvenir à l'attraper. À bord, Francis propose à Peter et Jack de leur rendre leurs passeports, mais ceux-ci refusent.

## Fiche technique
Sauf indication contraire, les informations mentionnées dans cette section peuvent être confirmées par les bases de données cinématographiques IMDb et Allociné,  présentes dans la section « Liens externes ».
- Titre : À bord du Darjeeling Limited
- Titre original : The Darjeeling Limited
- Réalisation : Wes Anderson
- Scénario : Wes Anderson, Roman Coppola et Jason Schwartzman
- Musique : Randall Poster (superviseur musical)
- Direction artistique : Aradhana Seth, Salim Shah et Adam Stockhausen
- Décors : Mark Friedberg
- Costumes : Milena Canonero
- Photographie : Robert D. Yeoman
- Son : Lee Dichter, Schavaria Reeves, Jacob Ribicoff, Shane Stoneback, Pawel Wdowczak
- Montage : Andrew Weisblum
- Production : Wes Anderson, Roman Coppola, Lydia Dean Pilcher et Scott Rudin
  - Production exécutive : S.M. Ferozeuddin Alameer, Sam Hoffman et Steven M. Rales[1]
  - Production associée : Molly Cooper
  - Coproduction : Alice Bamford, Jeremy Dawson et Anadil Hossain
- Sociétés de production : American Empirical Pictures, en association avec Dune Entertainment, présenté par Collage Cinemagraphique et Fox Searchlight Pictures
- Sociétés de distribution : Fox Searchlight Pictures (États-Unis) ; Twentieth Century Fox France (France) ; Twentieth Century Fox (Canada, Belgique)[2] ; Fox-Warner (Suisse romande)
- Budget : 16 millions USD[3]
- Pays de production :  États-Unis
- Langues originales : anglais, hindi, allemand, punjabi, tibétain, français
- Format : couleur (DeLuxe / Technicolor) — 35 mm — 2,40:1 (Techniscope / Panavision) — son SDDS / Dolby Digital /  DTS
- Genre : comédie, drame, aventure
- Durée : 91 minutes
- Dates de sortie[4] :
  - États-Unis : 28 septembre 2007 (Festival du film de New York) ; 29 septembre 2007 (sortie limitée) ; 26 octobre 2007 (sortie nationale)
  - Québec : 12 octobre 2007[5]
  - France, Belgique, Suisse romande : 19 mars 2008[6],[7],[8]
- Classification[9] :
  - États-Unis : les enfants de moins de 17 ans doivent être accompagnés d'un adulte (R – Restricted)[N 1]
  - France : tous publics[10]
  - Belgique : tous publics (Alle Leeftijden)[7]
  - Suisse romande : interdit aux moins de 10 ans[11]
  - Québec : tous publics - déconseillé aux jeunes enfants (G - General Rating)[5]

## Distribution
Sauf indication contraire, les informations mentionnées dans cette section peuvent être confirmées par la base de données cinématographiques IMDb,  présente dans la section « Liens externes ».
- Owen Wilson (VF : Éric Legrand[12]) : Francis Whitman
- Adrien Brody (VF : Adrien Antoine) : Peter Whitman
- Jason Schwartzman (VF : Damien Boisseau[13]) : Jack Whitman
- Amara Karan : Rita
- Wallace Wolodarsky (VF : Daniel Lafourcade) : Brendan
- Waris Ahluwalia (VF : Asil Rais): le chef steward et contrôleur
- Irfan Khan : le père du garçon mort
- Barbet Schroeder : le mécano
- Camilla Rutherford : Alice
- Bill Murray (VF : Dominique Collignon-Maurin) : l’homme d’affaires
- Anjelica Huston (VF : Béatrice Delfe[14]) : Patricia Whitman, la mère
- Natalie Portman (VF : Sylvie Jacob) : l’ex-compagne de Jack
- Kumar Pallana : Le vieil homme dans le train

## Production

### Tournage
Aucune scène du film - y compris les scènes himalayennes - n'a été tournée dans la région de Darjeeling. Les lieux de tournage se situent presque tous dans l'État de Rajasthan, notamment dans les villes de Jodhpur et Udaipur.
Par ailleurs, il n'existe pas de train nommé Darjeeling Limited. En revanche, il existe bien un train touristique (« Toy Train ») qui relie Darjeeling, administré par la Darjeeling Himalayan Railway.

### Bande originale
1. Where Do You Go To (My Lovely) - Peter Sarstedt
2. Title Music - Vilayat Khan (extrait du film Le Salon de musique de Satyajit Ray)
3. This Time Tomorrow - The Kinks
4. Title Music - Satyajit Ray (extrait du film Trois Filles)
5. Title Music - Jyotitindra Moitra et Ali Akbar Khan (extrait du film Le Propriétaire de Hal Ashby)
6. Ruku's Room - Satyajit Ray (extrait du film Le Dieu éléphant)
7. Charu's Theme - Satyajit Ray (extrait du film Charulata)
8. Title Music - Shankar Jaikishan (en) (extrait du film Bombay Talkie de James Ivory[15])
9. Montage -  Satyajit Ray (extrait du film Baksa Badal (en) de Nityananda Datta (en))
10. Prière de la congrégation sikh de Jodhpur (musique traditionnelle)
11. Farewell to Earnest - Jyotitindra Moitra (extrait du film Le Propriétaire)
12. The Deserted Ballroom - Satyajit Ray (extrait du film Shakespeare Wallah)
13. Suite bergamasque, mouvement n°3 : Clair de lune - Claude Debussy
14. Typewriter Tip, Tip, Tip - Shankar Jaikishan (extrait du film Bombay Talkie de James Ivory)
15. Memorial - musiciens du village de Narlai (musique traditionnelle)
16. Strangers - The Kinks
17. Praise Him - novices du couvent d'Udaipur (musique traditionnelle)
18. Symphonie no 7 en la majeur, opus 92 : Allegro con brio - Ludwig van Beethoven
19. Play with Fire - The Rolling Stones
20. Arrival in Benaras - Vilayat Khan (extrait du film Le Gourou de James Ivory)
21. Powerman - The Kinks
22. Les Champs-Élysées - Joe Dassin

## Distinctions

### Récompenses
- Mostra de Venise 2007 : Petit Lion d'Or pour Wes Anderson
- New York Film Critics Online 2007 :
  - Top 10 des meilleurs films de l'année
  - Meilleur scénario pour Wes Anderson, Roman Coppola et Jason Schwartzman
- AARP Movies for Grownups Awards 2008 : meilleure comédie

### Nominations
- Mostra de Venise 2007 : meilleur film pour Wes Anderson
- Bodil Awards 2008 : meilleur film américain pour Wes Anderson
- Russian National Movie Awards 2009 : meilleur film indépendant

### Sélections
- Mostra de Venise 2007 : longs métrages - compétition
- Festival Cinéma Télérama 2009 : sélection Télérama

## Éditions en vidéo
En France, le film À bord du Darjeeling Limited est sorti en DVD le 26 novembre 2008, en Blu-ray le 26 février 2014 et en VOD le 1er août 2014.

## Autour du film
Le court-métrage Hôtel Chevalier, présenté en première partie, a été tourné à Paris en 2005. Ce film de 13 minutes avec Jason Schwartzman et Natalie Portman apparaît comme un prologue centré sur Jack, l’un des trois frères, et met en exergue ses objets fétiches tels le lecteur MP3, le haut-parleur et la valise siglée JLW de son défunt père.